# Vavkaviszk
Vavkaviszk (belarusz nyelven Ваўкавыск, lengyelül Wołkowysk, oroszul Волковыск [Volkoviszk], litvánul Volkovyskas) város Fehéroroszország északnyugati részén, a Hrodnai területen, a Rossz és a várost átszelő Vavkavija folyók összefolyásánál. A Vavkaviszki járás székhelye. Hrodnától 100 km-re délre, a lengyel határtól 42 km-re keletre fekszik. Lakossága 2005-ben 43 ezer fő volt. Vasúti csomópont Maszti–Hrodna, Szlonyim–Baranavicsi, Szviszlacs és Vjalikaja Berasztavica irányába.

## Története
Első említése a turovi krónikából, 1005-ből való. Nevét az egykor gyakori farkasokról (volk) kapta. A települést a litván Mindaugas nagyfejedelem alapította. Ezt követően a Halics–Volhíniai fejedelemséghez tartozott. A 14. században a Litván Nagyfejedelemség része lett. 1386. január 11-én a lengyel nemesség képviselői Wołkowysk várában találkoztak Jagelló Ulászló litván nagyfejedelemmel, és ott állapodtak meg arról, hogy Ulászló megkapja a lengyel koronát. A település 1507-ben I. Zsigmondtól városi rangot kapott. A lublini uniót követően először elöljárósági székhely, majd a Nowogródeki vajdaság egyik járási központja lett. Itt tartották a litván szejm összejöveteleit. A lengyel időkben a település legbefolyásosabb családjai a Gołgowski és a Piotrowicz családok voltak. 1655-ben X. Károly Gusztáv svéd király seregei elfoglalták, majd lerombolták Wolkowysk várát. 1795-ben a cári Oroszországhoz csatolták. Az orosz polgárháború során 1919-ben elfoglalták a lengyelek, majd 1939-ig Lengyelországhoz tartozott, mint a Białystoki vajdaság járási (powiat) székhelye. 1939 szeptemberében a Belorusz SZSZK-hoz csatolták. A németek 3 napos ostrom után foglalták el 1941. június 30-án, a megszállás 1944. július 14-éig tartott. 1970-ben 23 ezer lakosa volt.

## Gazdasága
Öntőipari berendezések gyártása (Volkoviszkij zavod lityejnogo oborudovanyija), tej- (Bellakt)- és húskombinát. Konzervgyára zöldséget és gyümölcsöt dolgoz fel.

## Nevezetességek
- A Szent Vencel-templom 1846–1848 között épült klasszicista stílusban.
- Bagratyion-ház: a 18. század végi épületből irányította Pjotr Bagratyion herceg a hadműveleteket az 1812-es Napóleon elleni honvédő háborúban. A ma múzeumnak helyet adó épület előtt áll a herceg mellszobra.
- A Szent Miklós-templom 1874-ben épült késő klasszicista stílusban.
- Lengyel katonatemető az 1920-as évekből.

## Híres emberek
- Itt született Alekszandr Viktorovics Gyegyusko (1962–2007) orosz színész.